# Cyril Kali
Pour les articles homonymes, voir Kali (homonymie).
Cyril Kali (né le 21 janvier 1984 à Besançon) est un footballeur international français, évoluant comme défenseur ou milieu de terrain. Il s'est notamment fait remarquer au sein du Kerala Blasters FC lors de l'Indian Super League de 2018-2019, ou avec l'équipe de Saint-Martin pour la CONCACAF de 2019-2020.